# Años 200
Los años 200 o década del 200 empezó el 1 de enero del 200 y terminó el 31 de diciembre del 209. 

## Acontecimientos
- San Ceferino sucede a San Víctor I como papa en el año 202
- Orígenes reemplaza a Clemente como la cabeza de la escuela cristiana en Alejandría.